# Asplenium sikkimense
Asplenium sikkimense là một loài dương xỉ trong họ Aspleniaceae. Loài này được Clarke mô tả khoa học đầu tiên năm 1880.
Danh pháp khoa học của loài này chưa được làm sáng tỏ. 